# Fort Augustus
Fort Augustus è un insediamento nelle Highlands Scozzesi, sul lato sud-ovest del Loch Ness. Il villaggio ha una popolazione di circa 646 abitanti (2001); la sua economia è prevalentemente basata sul turismo.
Fino ai primi anni del diciottesimo secolo l'insediamento si chiamava Kiliwhimin, e il nome gaelico del moderno villaggio è appunto Cill Chuimein. Fu rinominato Fort Augustus dopo l'insurrezione giacobita del 1715. L'etimologia diffusa è che l'insediamento fu nominato originariamente da San Cummein di Iona che vi costruì una chiesa. Altri studiosi affermano che fu chiamato Ku Chuimein dopo che uno dei due abati di Iona del clan dei Comyn, il cui emblema Lus mhic Chuimein rappresenta la pianta del cumino, oppure che fu chiamato Cill a' Chuimein ("Tomba di Comyn") dall'ultimo Comyn nel Lochaber.
Dopo la rivolta giacobita il generale Wade costruì un forte (1729-1742) in onore del Guglielmo Augusto di Hannover, duca di Cumberland. L'insediamento crebbe e prese il nome dal forte. Il forte fu preso dai giacobiti nell'aprile del 1745, poco prima della battaglia di Culloden.
L'attuale fortificazione fu venduta alla famiglia Lovat nel 1867 e nel 1876 passarono il sito e le terre all'ordine dei Benedettini. I monaci costruirono un'abbazia e una scuola, ma abbandonarono il posto nel 1998. La proprietà passò a Terry Nutkins per qualche anno. Egli possedette anche il Lovat Arms Hotel che sorge sul sito della vecchia caserma Kilwhimen, una delle quattro costruite nel 1718. Questo incorpora il muro di cinta ovest del vecchio forte, intatto con le aperture per i cannoni. Il Lovat Arms fu originariamente costruito come stazione di posta.

## Storia
Il nome gaelico per il villaggio moderno è Cille Chuimein ([ˈkʲiʎə ˈxumɛɲ]) e fino all'inizio del XVIII secolo l'insediamento si chiamava Kiliwhimin. Fu ribattezzato Fort Augustus dopo l'ascesa giacobita del 1715. L'etimologia accettata è che l'insediamento fu originariamente intitolato a San Cummein di Iona che vi costruì una chiesa. Altri suggerimenti sono che originariamente si chiamava Ku Chuimein da uno dei due abati di Iona del clan Comyn, il cui nome distintivo Lus mhic Chuimein si riferisce alla pianta di cumino.
Dopo il sorgere dei giacobiti nel 1715, il generale Wade costruì un forte (che dal 1729 al 1742 prese il nome dal duca di Cumberland). Wade aveva progettato di costruire una città attorno alla nuova caserma e di chiamarla Wadesburgh. L'insediamento crebbe e alla fine prese il nome di questo forte. Il forte fu catturato dai giacobiti nel marzo del 1746, poco prima della battaglia di Culloden.
Nel 1867 il forte fu venduto alla famiglia Lovat e nel 1876 passarono il sito all'ordine benedettino. I monaci fondarono l'Abbazia di Fort Augustus e in seguito una scuola. La scuola ha funzionato fino al 1993 quando ha chiuso a causa del cambiamento dei modelli educativi in Scozia causando un calo delle iscrizioni. I monaci impiegarono Tony Harmsworth per ideare un pacchetto di salvataggio che vide il sito convertito nel più grande centro del patrimonio privato in Scozia che operò tra il 1994 e il 1998, tuttavia il centro del patrimonio non riuscì a generare profitti sufficienti per mantenere gli edifici. Nel 1998 i monaci abbandonarono il sito e tornarono alla famiglia Lovat che a sua volta lo vendette a Terry Nutkins. Possedeva anche The Lovat Hotel che si trova sul sito della vecchia caserma Kilwhimen, una delle quattro costruite nel 1718. Questo sito ospita la cortina ovest del vecchio forte, intatto con fermagli a pistola. Il Lovat è stato originariamente costruito come Station Hotel.